# Троллейбусное пересечение

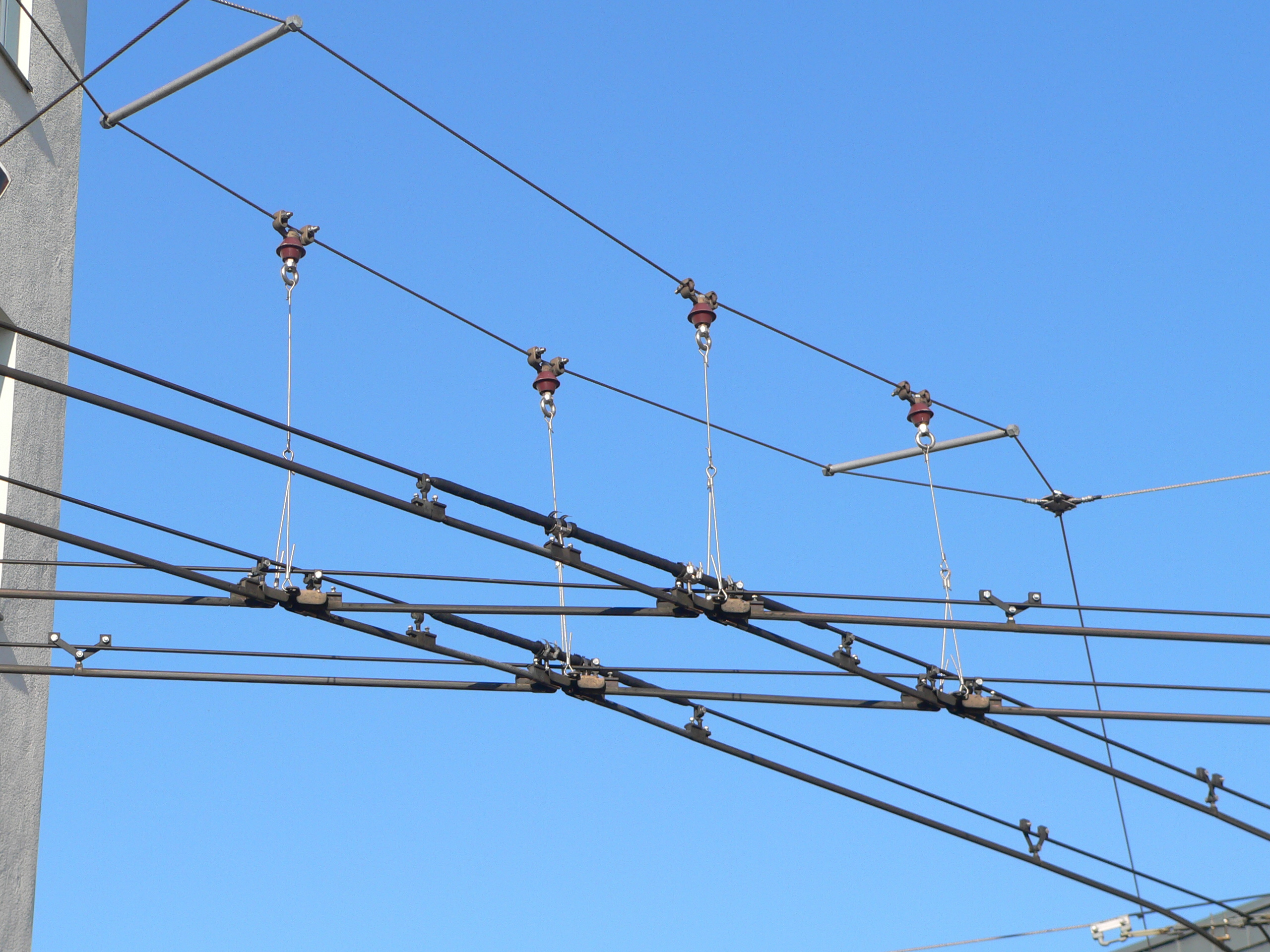
Троллейбусное пересечение

Троллейбусное пересечение — спецчасть контактной сети троллейбуса, устанавливаемая на пересечении двух и более троллейбусных линий.

## Устройство
Необходимость разработки специальной конструкции для пересечения троллейбусных линий продиктована тем, что троллейбусная контактная сеть состоит из двух проводов, между которыми должна поддерживаться надежная изоляция. По этой же причине троллейбусные стрелки обычно делают с изолированной средней частью. Также в связи с использованием штанговых токоприёмников, башмаки которых обхватывают провод с трёх сторон, конструкция пересечения должна выполнять направляющую функцию — чтобы токоприёмник, пройдя через пересечение не сошёл с контактного провода и не попал на пересекаемую линию. На применяемых в странах бывшего СССР устанавливаются по одному секционному изолятору с дугогашением на одном из входных проводов с каждого направления, а остальные — без дугогашения. За рубежом широко применяется конструкция пересечения, когда провода одного направления не изолированы, а в перпендикулярном направлении изоляция осуществляется путём замены провода на изолированную направляющую. В результате пересечение получается более компактным, а скорость прохождения токоприемника ограничивается меньше. Соединение в серийно выпускаемых пересечениях обычно делают шарнирным, что позволяет применять его при разных углах пересечения трасс. Применяемые в странах бывшего СССР пересечения требуют снижения скорости до 20 км/ч при прохождении пересечения. Зарубежные разработки позволяют проходить пересечения без снижения скорости.

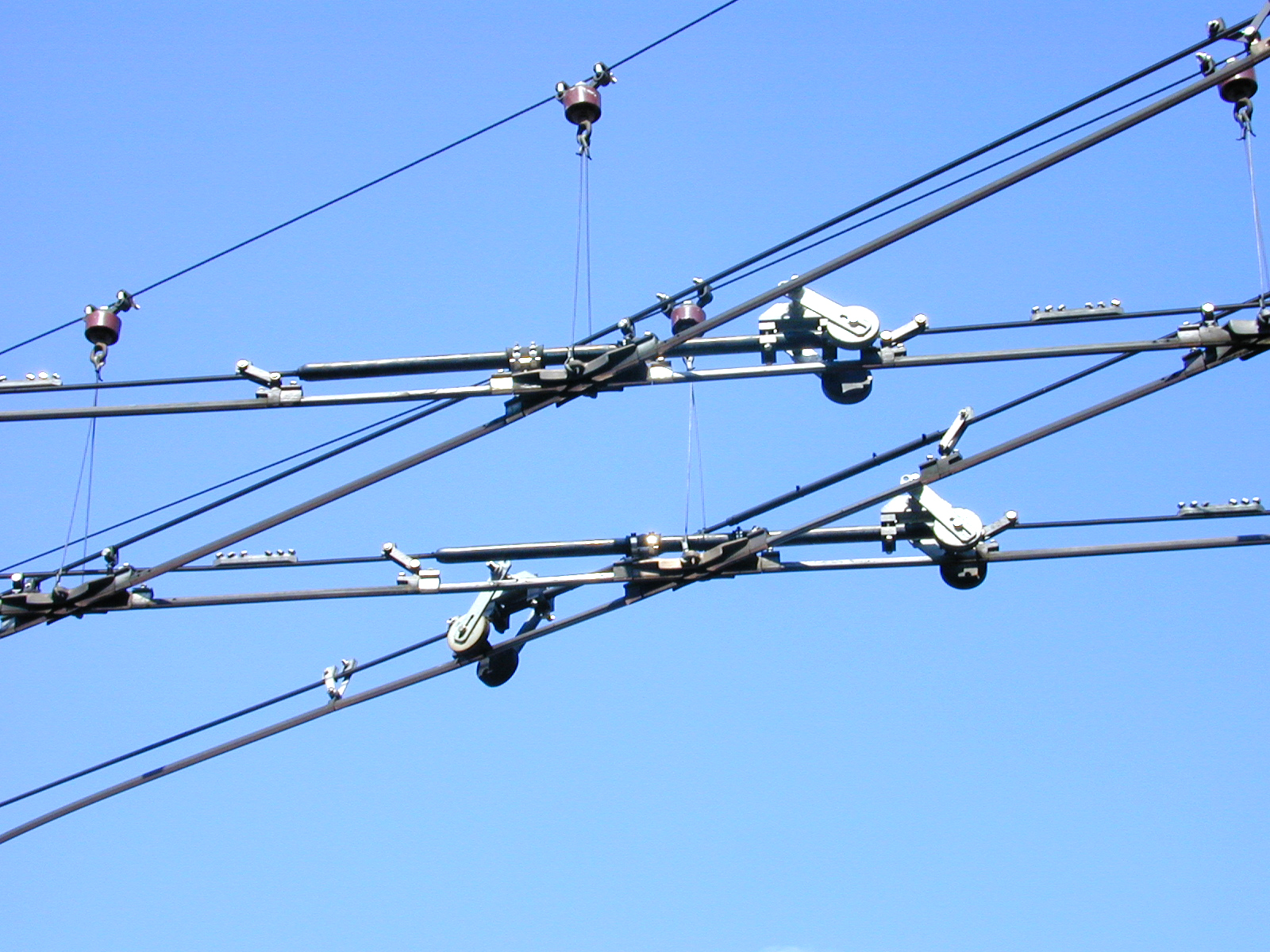
Пересечение двух линий
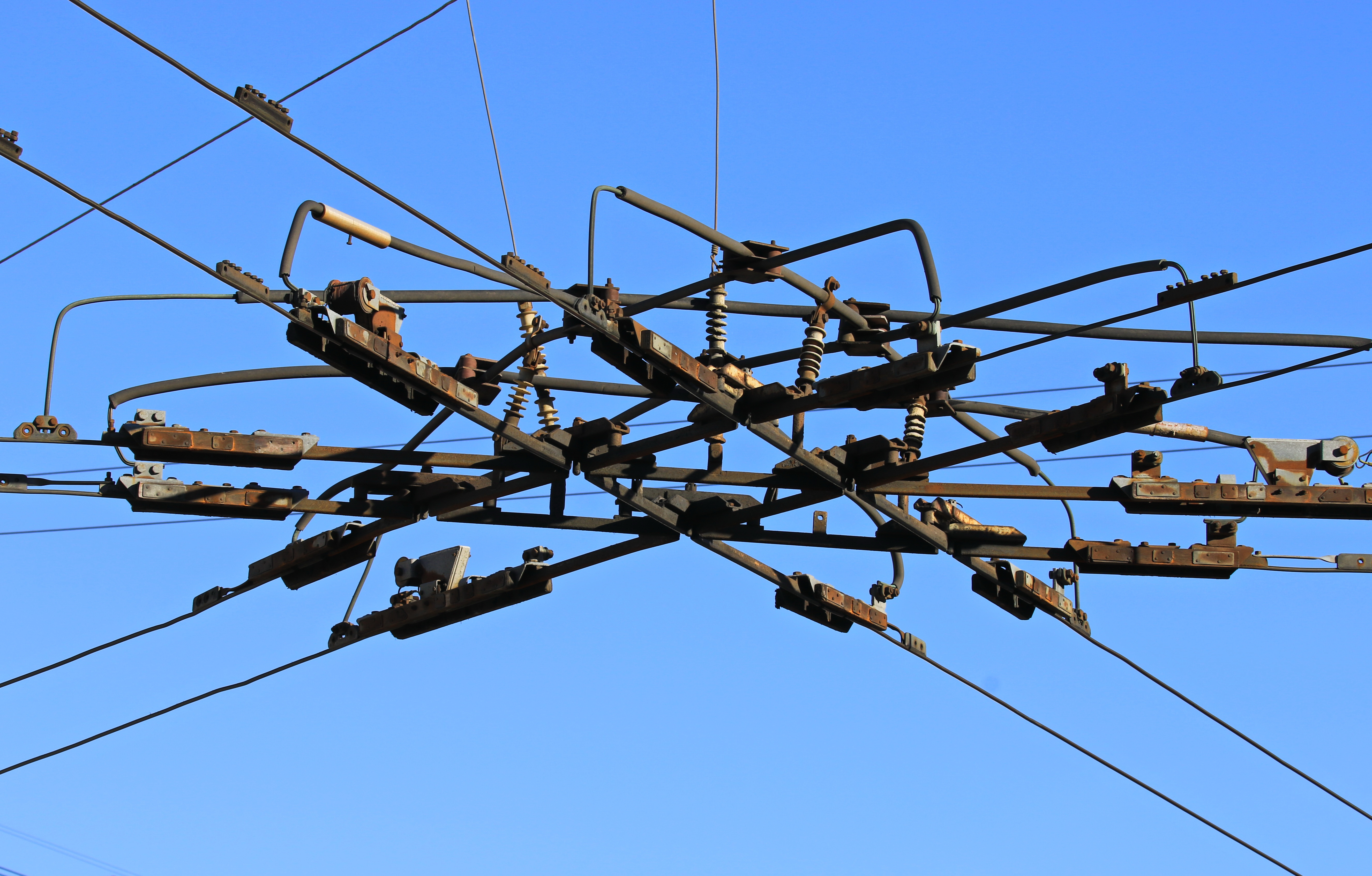
Пересечение трёх линий
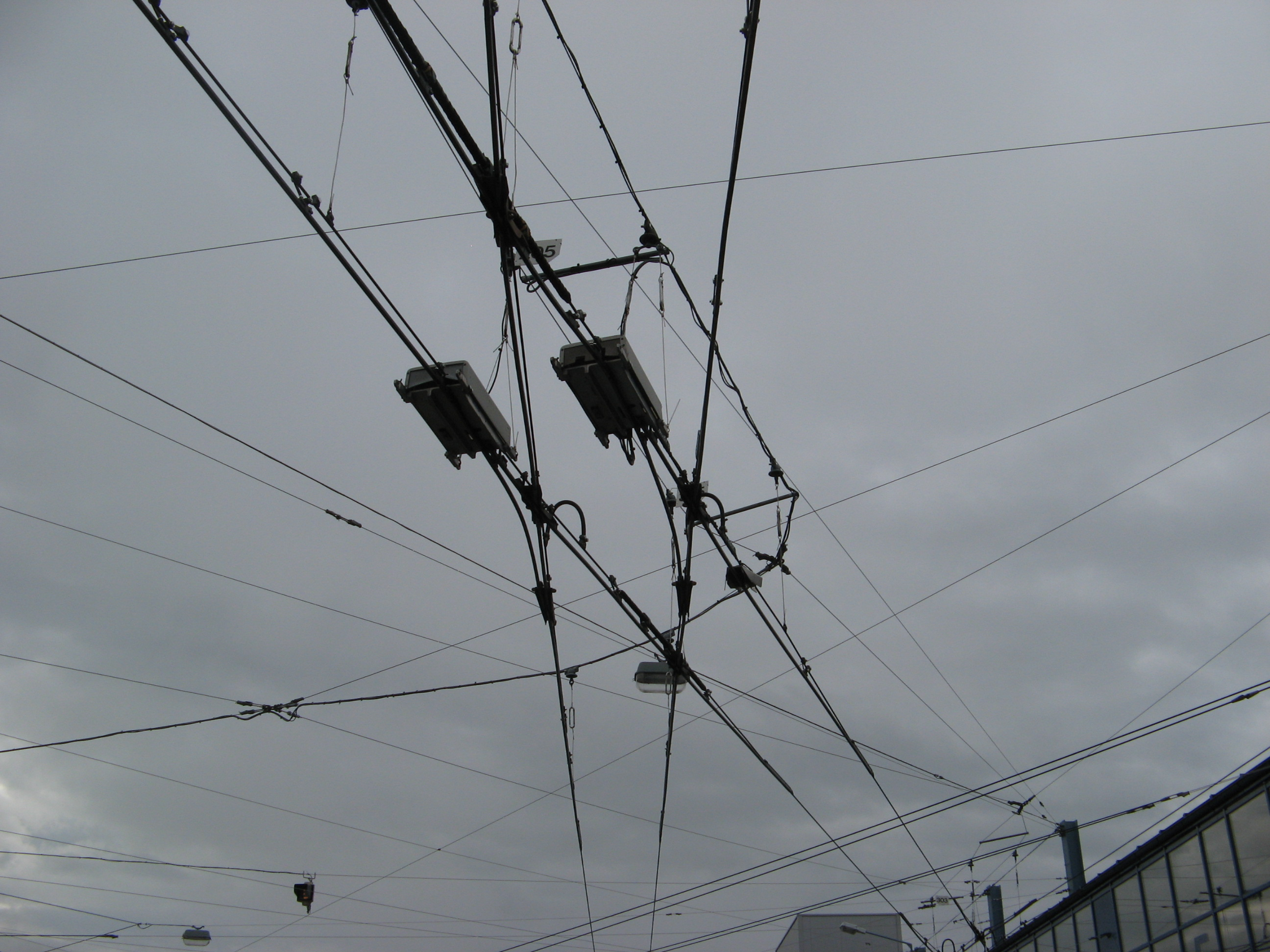
Пересечение оборудованное троллейбусной стрелкой

## Трамвайно-троллейбусное пересечение

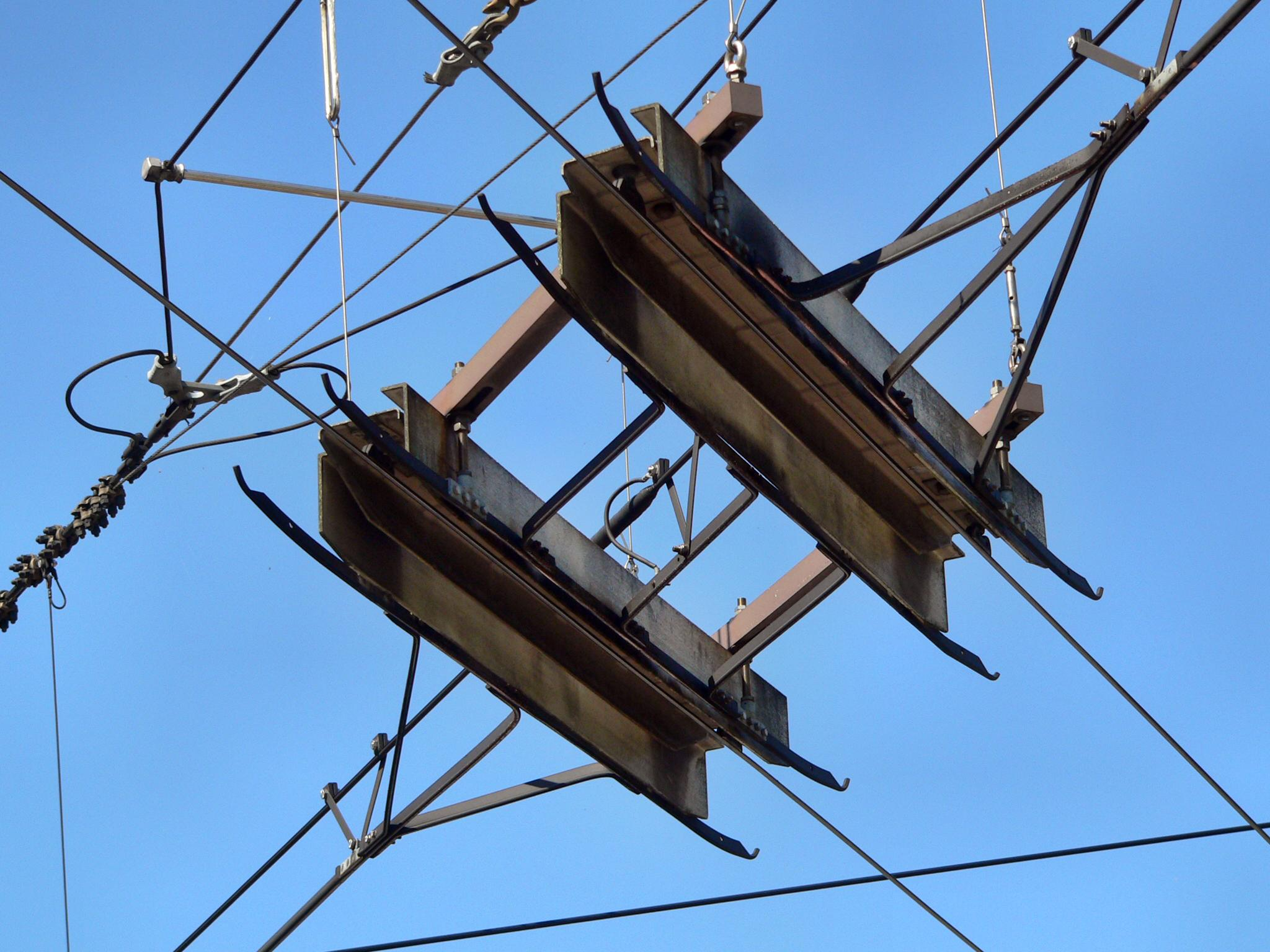
Трамвайно-троллейбусное пересечение

Особенность трамвайно-троллейбусного пересечения в том, что пересекаются контактные сети для токоприемников разного типа. Обычно пересечение делают под непрямым углом. Трамвайный провод обычно располагается ниже троллейбусного. Благодаря этому трамвай следует через пересечение не прикасаясь токоприемником к троллейбусным проводам. Современные конструкции пересечений позволяют проходить его без снижения скорости как трамваю, так и троллейбусу.